# Magyarapáca
Magyarapáca település Romániában, Temes megyében, a Bánságban.

## Fekvése
Temes megye déli részén, 3 km-re keletre Detta várostól, a Birda folyó partján.

## Története
1256-ban említik először az Appacchafalua néven. A trianoni békeszerződésig Temes vármegye dettai járásához tartozott.

## Lakossága
1910-ben 944 lakosából 794 román, 83 német, 54 magyar, 13 szerb volt.
2002-ben 637 lakosából 603 román, 25 cigány, 5 magyar, 4 egyéb nemzetiségű volt.

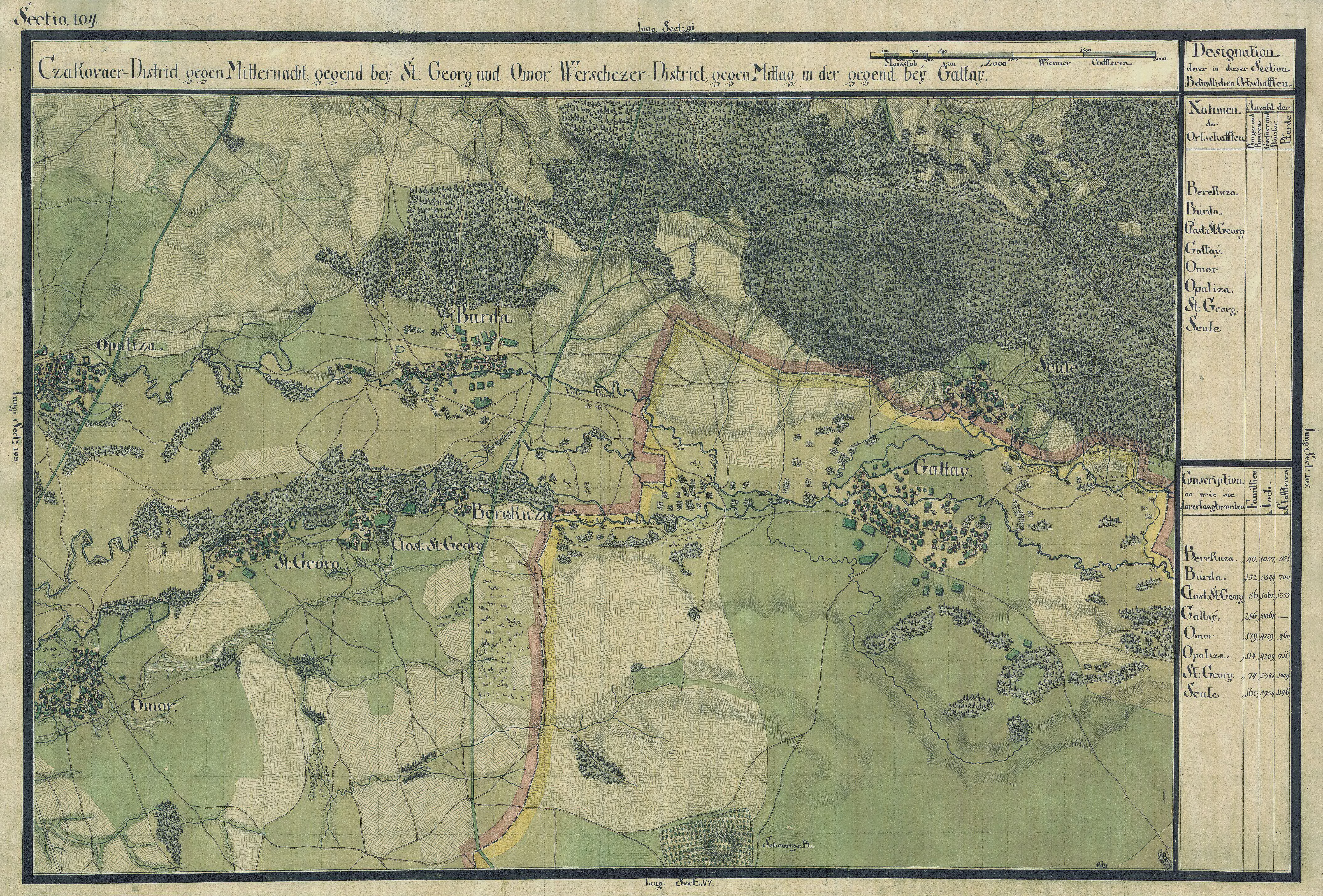
Magyarapáca környéke 1770-ben